# Täuferreich von Münster

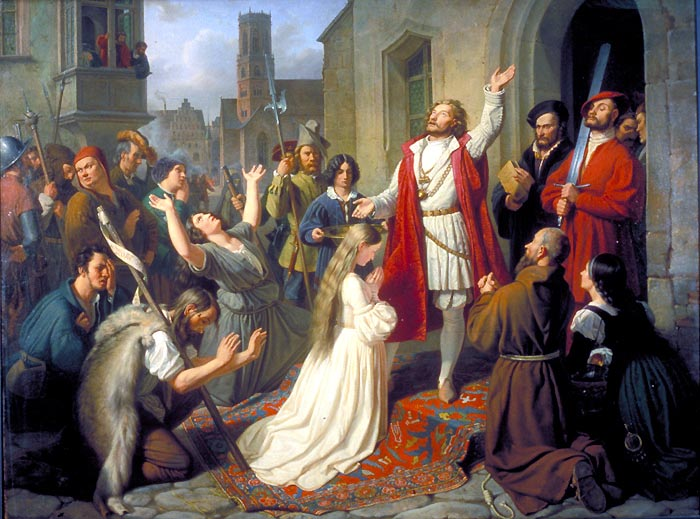
Jan van Leiden tauft ein Mädchen. Im Türbogen die beiden anderen Anführer der münsterschen Täufer, Stadtschreiber Bernd Krechting und der Scharfrichter und spätere Statthalter Bernd Knipperdolling. Im Bildhintergrund der Turm von St. Ludgeri. – Historienbild (1840) von Johann Karl Ulrich Bähr

Das Täuferreich von Münster war in den 1530er Jahren in Münster (Westfalen) die sich zunehmend radikalisierende Herrschaft reformatorisch ausgerichteter Teile der Stadt um den Prediger Bernd Rothmann hin zu einem apokalyptisch-chiliastischen Regime, das unter dem Eindruck der militärischen Einkesselung und Aushungerung durch katholische und verbündete protestantische Truppen zu offener Gewalt griff. Es endete im Juni 1535 mit der Rückeroberung der Stadt durch den protestantisch gesinnten Fürstbischof Franz von Waldeck.
Innerhalb des im deutschsprachigen und niederländischen Raum bestehenden Täufertums nahm das Täuferreich von Münster eine Sonderrolle ein.

## Historischer und theologischer Kontext
Das Täufertum entwickelte sich in den 1520er Jahren ausgehend von ehemaligen Weggefährten Huldrych Zwinglis (Zürich) als radikaler Zweig der Reformation in verschiedenen gleichzeitigen Entwicklungssträngen in der Schweiz, Österreich, Süd- und Mitteldeutschland und etwas später auch im niederdeutschen Raum. Hier war es Melchior Hofmann, der täuferische Lehren aus dem spiritualistisch-endzeitlichen Milieu von Straßburg in die nördlicheren Gebiete brachte. Hofmann trat 1530 erstmals in Emden als Täuferprediger in Erscheinung, später in Amsterdam. Durch ihn breiteten sich täuferische Lehren und Glaubensgemeinschaften im niederdeutschen Raum aus (Melchioriten). Die Amsterdamer Gemeinde wurde später von Jan Matthys übernommen.
Mit seiner Vorstellung eines theokratischen Zwischenreiches vor der Wiederkunft Christi nach einer militärischen Auseinandersetzung zwischen Kaiser und evangelischen Städten übte Hofmann einen starken Einfluss auf die Theologie der münsterschen Bewegung aus. Er gilt als indirekter theologischer Wegbereiter des münsterschen Täuferreichs. Die apokalyptisch-chiliastische Botschaft seiner Schriften fiel hier zum Teil auf fruchtbaren Boden. Die sozialökonomische Lage der einfachen Bevölkerung des Münsterlands sowie „härteste Verfolgungen“, die sie von allen Seiten zu erdulden hatte, öffnete die Gläubigen zusätzlich für endzeitliche Anschauungen.

## Geschichte

### Reformationsbewegung in Münster 1525–1533
Dass ausgerechnet die Stadt Münster zum Schauplatz des Täuferreichs wurde, hing unter anderem mit den innerstädtischen Auseinandersetzungen zwischen den ausschließlich regierenden Erbmännerfamilien, den Handwerkern und dem römisch-katholischen Klerus zusammen, die im Aufstand von 1525 ihren ersten Höhepunkt fanden. Die regierenden Stadträte, so der angesehene, aber katholisch gesinnte Bürgermeister Everwin II. von Droste zu Handorf und sein Neffe Johann VII. Droste zu Hülshoff – die auch Schöffen des Viertels Überwasser waren –, versuchten vergeblich zu vermitteln, legten 1530 ihre Ämter nieder und verließen die Stadt.
Ab 1531 verbanden sich die Handwerkergilden mit der noch jungen evangelischen Bewegung, die in Münster vor allem von Bernd Rothmann vertreten wurde. Dieser wurde vom münsterschen Domkapitel mehrmals mit Predigtverbot belegt und schließlich des Landes verwiesen. Rothmanns zahlreiche Anhängerschaft, darunter auch wohlhabende Bürger, verhinderte dies aber. Rothmann schlug auch Ermahnungen Martin Luthers und Philipp Melanchthons in den Wind. Bis zum Sommer 1532 setzte ein 70-köpfiger Ausschuss der Gildenversammlung evangelische Prediger an allen Stadtkirchen durch. Dieser Ausschuss, der ein Mitbestimmungsrecht gegenüber dem gewählten Stadtrat besaß, bestimmte bis 1533, als auch der Stadtrat evangelisch wurde, die Politik Münsters.
Die münstersche Reformationsbewegung schloss sich nicht der 1530 von lutherischen Reichsständen formulierten Confessio Augustana an, weshalb sie wenig Unterstützung durch bereits lutherisch gewordene Territorien erhielt. Die Bewegung konnte sich aber durchsetzen, da das Amt des Bischofs von Münster und Osnabrück und damit des Landesherrn kurz hintereinander dreimal neu besetzt wurde. Franz von Waldeck, der selbst der Reformation zuneigte, setzte sich erst im Frühsommer 1532 auf Dauer durch und konnte erst von diesem Zeitpunkt an gegen Münster vorgehen. Dietrich von Merveldt († 1564), Drost zu Wolbeck, unternahm einen vergeblichen Versuch, mit einem Bauernaufgebot die Ordnung in der Stadt wiederherzustellen. Zunächst verhängte Waldeck ein Handelsverbot gegen die Stadt und ließ Vieh von Bürgern beschlagnahmen. Im Gegenzug überfielen Münsteraner am 25. Dezember 1532 bischöfliche Berater, darunter den ehemaligen Bürgermeister Everwin II. von Droste zu Handorf und seine Verwandten, die in Telgte weitere Maßnahmen gegen die Stadt berieten, und brachten sie als Geiseln nach Münster. In dieser Lage wurde unter Vermittlung von Philipp von Hessen ein Kompromiss geschlossen: Der Fürstbischof akzeptierte die evangelischen Prediger in der Stadt, doch die Kirchen und Klöster mussten beim katholischen Ritus bleiben. Die Erbmänner erhielten wieder Einfluss.

### Auseinandersetzungen 1533; Radikalisierung Bernd Rothmanns
In dieser Zeit bildete sich der Stadtrat um: Einzelne katholische Mitglieder waren bereits 1532 zurückgetreten, bei den Wahlen im März 1533 wurde das Gremium komplett evangelisch. Als eine der ersten Entscheidungen beauftragte der Rat Bernd Rothmann mit dem Ausarbeiten einer neuen Gottesdienstordnung. Rothmann hatte sich inzwischen radikalisiert und der Täuferbewegung angeschlossen. Über seine Forderung der Erwachsenentaufe spaltete sich die evangelische Bewegung in der Stadt. Der Rat trat dagegen ein, schloss sämtliche Kirchen und versuchte eine lutherische Predigerschaft aufzubauen. Dafür hatte er keine Mehrheit in der Bevölkerung, die nach wie vor Rothmanns Position unterstützte. Ein Rekatholisierungsversuch der katholischen Minderheit im Herbst 1533 blieb erfolglos.

### Zuzug von Protestanten und niederländischen Täufern
Zu diesem Zeitpunkt kamen bereits Protestanten aus der näheren und weiteren Umgebung in die Stadt, darunter auch viele Täufer aus den Niederlanden. Im Sommer 1533 befand sich der 23-jährige Jan van Leiden, der spätere „König“ von Münster, erstmals für zwei Monate in der Stadt. Er kehrte zunächst in die Niederlande zurück und ließ sich dort von Jan Matthys, dem wichtigsten „Propheten“ der niederländischen Täuferbewegung, als Erwachsener erneut taufen. Matthys gewann auch zunehmend Einfluss auf die Täufersympathisanten in Münster. Im Januar 1534 schickte er Jan van Leiden als seinen Gesandten in die Stadt.
Gleichzeitig begannen die Erwachsenentaufen in der Stadt. Da die Täufer die Kindertaufe als unbiblisch ablehnten, wurden bei diesen Erwachsenentaufen bereits getaufte Christen erneut getauft. Solche „Wiedertaufen“ widersprachen dem Glaubensbekenntnis („Wir bekennen die eine Taufe zur Vergebung der Sünden.“) und damit dem Recht des Heiligen Römischen Reichs, was Fürstbischof Franz von Waldeck die Möglichkeit zum erneuten Vorgehen gegen die Stadt gab. Seine Aufforderung an den Stadtrat, die Täufer auszuliefern, wurde von diesem jedoch abgelehnt. Allerdings weigerte sich das Gremium auch, die Täufer offiziell zu unterstützen. Damit hatte der Stadtrat sowohl die Legitimation durch den Landesherrn als auch die Unterstützung der Einwohnerschaft verloren.

### Aufbau des Täuferreichs; Jan Matthys
Im Februar 1534 erschien Jan Matthys in der Stadt und setzte sich an die Spitze der Täuferbewegung. Am 23. Februar 1534 setzten sich bei der turnusmäßigen Ratswahl die Täufer durch, die damit Münster beherrschten. Bereits einige Wochen zuvor hatten die meisten verbliebenen Katholiken sowie viele nichttäuferische Protestanten die Stadt verlassen. Die restlichen Anhänger dieser beiden Glaubensrichtungen wurden nach der Wahl entweder wiedergetauft oder aus Münster vertrieben. Gebäude der Vertriebenen wurden besetzt oder verwüstet.
In den folgenden Wochen begann ein radikaler Umbau der Strukturen in der Stadt. Die Täufer zerstörten bei einem Bildersturm in den Kirchen alles, was an die Heiligen und an die Kleriker erinnerte, und vernichteten dabei viele Kunstschätze. Sie konfiszierten Eigentum in der Stadt, führten unter anderem eine an die Gütergemeinschaft der Jerusalemer Urgemeinde angelehnte Gütergemeinschaft ein und ließen das Stadtarchiv wie Archive der Erbmänner verbrennen. Man ließ ein neues Münzgeld schlagen, die sogenannten Wiedertäufertaler. Diese Radikalität führte zu erneuten Auseinandersetzungen. Vor allem die zunehmende Endzeiterwartung der Propheten stieß auf Ablehnung. Für Ostern 1534 verkündete Jan Matthys das Erscheinen Jesu Christi in der Stadt. Während dieser Entwicklungen hatte Franz von Waldeck einen Belagerungsring um die Stadt geschlossen. Als das Erscheinen Christi ausblieb, zog Jan Matthys mit einigen Getreuen am Ostertag vor die Stadt, wo er getötet wurde.

### Weitere Radikalisierung; Jan van Leiden

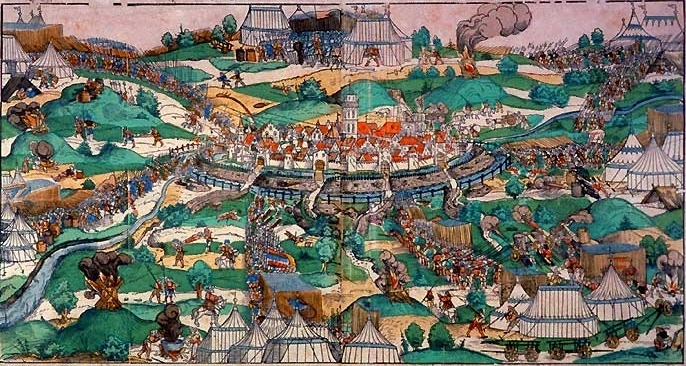
Angriff auf Münster durch die Truppen von Fürstbischof Franz von Waldeck an Pfingsten 1534

Ab diesem Zeitpunkt war Jan van Leiden Kopf der münsterschen Täufer. Unter ihm radikalisierte sich die Bewegung weiter. Zwar schaffte er die zu der Zeit allgemein gebräuchliche Folter vor Vollstreckung eines Todesurteils ab, aber die Todesurteile vollstreckte er nicht selten persönlich, darunter am 12. Juni 1535 das an seiner eigenen Ehefrau Elisabeth Wandscherer, die seinen Luxus kritisiert hatte. In der Stadt wurde im Sommer 1534 auf Grund des erheblichen Frauenüberschusses – unter den münsterschen Täufern gab es fast dreimal so viele Frauen wie Männer – die Polygynie eingeführt – und das, obwohl die Täufer sich anfangs für eine strenge Sittenwacht ausgesprochen hatten. Jan van Leiden selbst nahm im Verlauf des Täuferreiches 16 Ehefrauen. Im September wehrte die Stadt einen Sturmversuch der Belagerer ab, worauf Jan van Leiden zum „König Johannes I.“ ernannt wurde. Diese grundlegenden Veränderungen in der Stadt waren auch angesichts der Bedrohung von außen unter der Bevölkerung umstritten, oppositionelle Auffassungen wurden aber von van Leiden und seinen Unterstützern unterdrückt. Ebenfalls im September wurden „Missionare“ in benachbarte Städte geschickt. Sie wurden jedoch entweder von bischöflichen Truppen abgefangen oder in ihren Zielstädten aufgegriffen. Diejenigen, die predigen konnten, hatten geringen Erfolg. Lediglich in Warendorf übernahmen die Täufer für eine Woche die Kontrolle der Stadt, wurden aber schnell von bischöflichen Soldaten geschlagen. Im Oktober 1534 scheiterte auch ein Hilfegesuch an die niederländische Täuferbewegung, welche sich dort ebenfalls unter Druck befand.

### Belagerung und Rückeroberung 1535
Die Militanz der münsterschen Täufer folgte auch aus ihrer ausweglosen Situation: Zwar hatten sie Kanonen auf die Kirchtürme gestellt und machten erfolgreiche Ausfälle, trotzdem umzingelten die fürstbischöflichen Truppen die Stadtmauern. Die Besatzungen von sieben befestigten Lagern bestanden sowohl aus Rittern als auch Landsknechten und waren dem erfahrenen Wirich V. von Daun-Falkenstein unterstellt. Die berittenen Truppen sollten die Verkehrswege abriegeln; die Belagerung durch vereinigte Heere altgläubiger und evangelischer Fürsten führte bald zu einer Hungersnot. Das Leid war so groß, dass sogar die weiße Kalkfarbe der Kirchen abgekratzt und in Wasser aufgelöst als Milch verteilt worden sein soll.
Zwei Überläufer, darunter Heinrich Gresbeck, führten in der Nacht auf den 25. Juni 1535 bischöfliche Kriegsknechte über das Kreuztor in die Stadt, wodurch nach Kämpfen am Folgetag weitere Truppen nach Münster eindringen konnten. Ein Blutbad beendete das Täuferreich. Rund 650 Verteidiger wurden getötet, die Frauen aus der Stadt vertrieben. Hauptprediger Bernd Rothmann und „Reichskanzler“ Heinrich Krechting konnten entkommen. In den folgenden Wochen wurden die noch lebenden Täufer beiderlei Geschlechts – mit Ausnahme von Jan van Leiden, Bernd Krechting und Bernd Knipperdolling – hingerichtet.

### Verurteilung und Hinrichtung der Anführer 1536

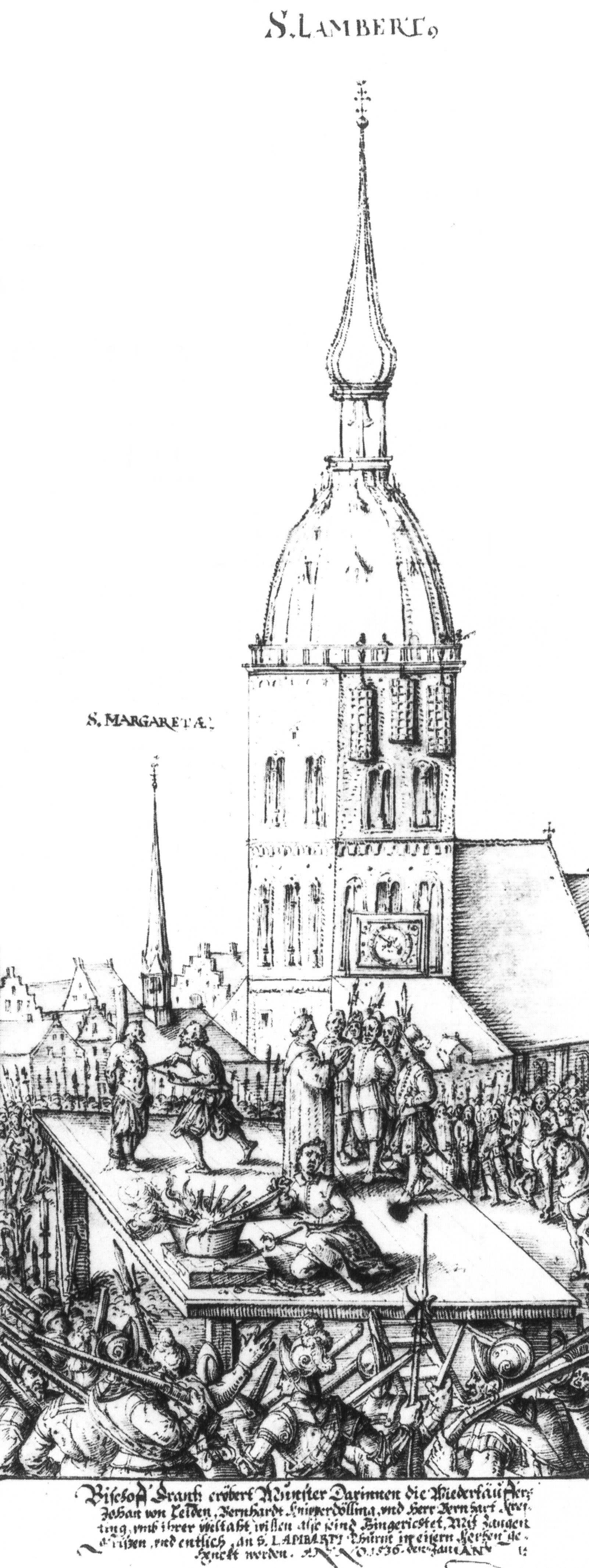
Historische Darstellung der Hinrichtung der Täufer auf dem Prinzipalmarkt. Im Hintergrund die Lambertikirche mit dem alten Kirchturm und den bereits installierten Körben.

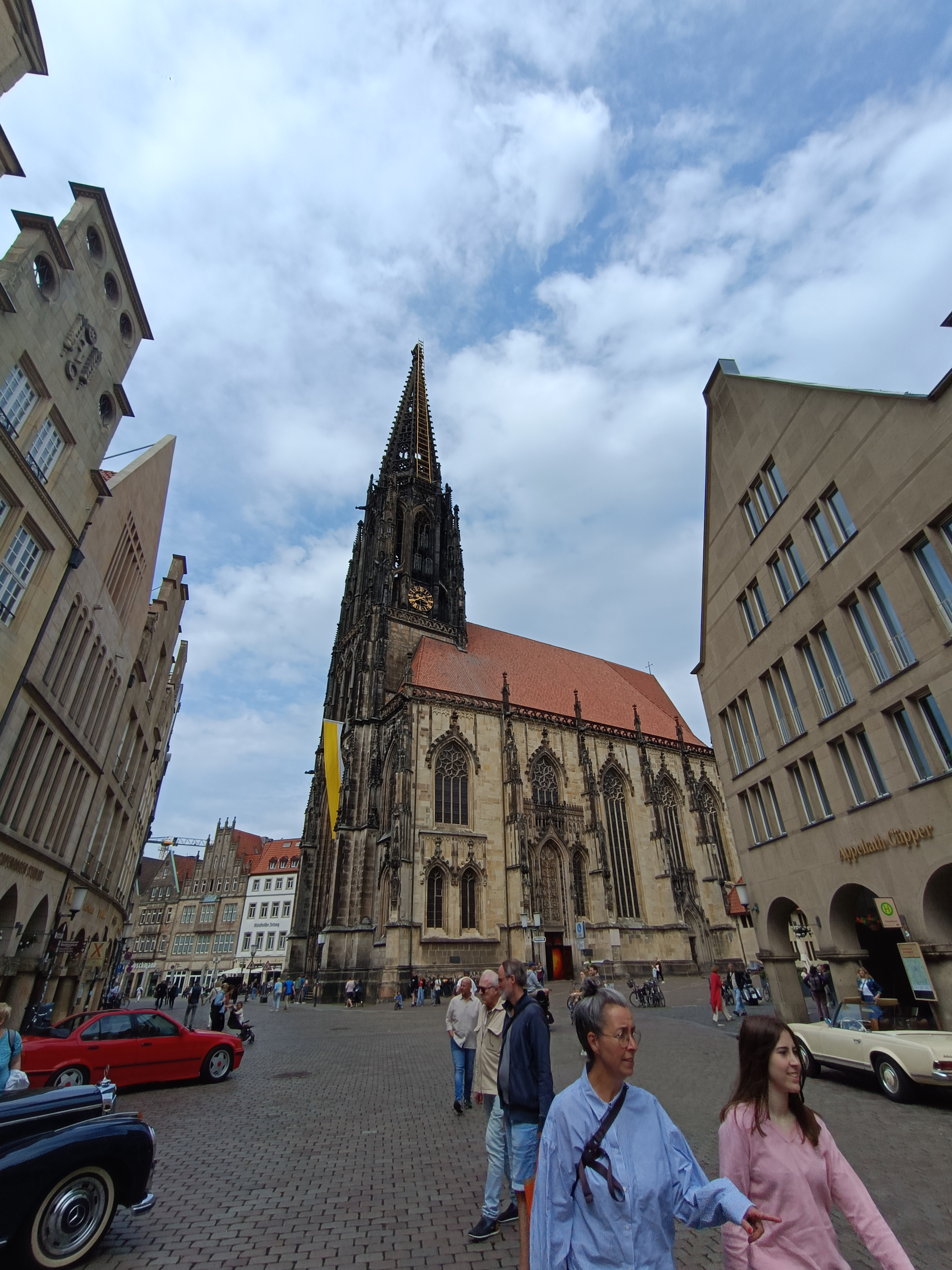
Ort der Hinrichtung auf dem Prinzipalmarkt am Fuß der Pfarrkirche St. Lamberti (2025)

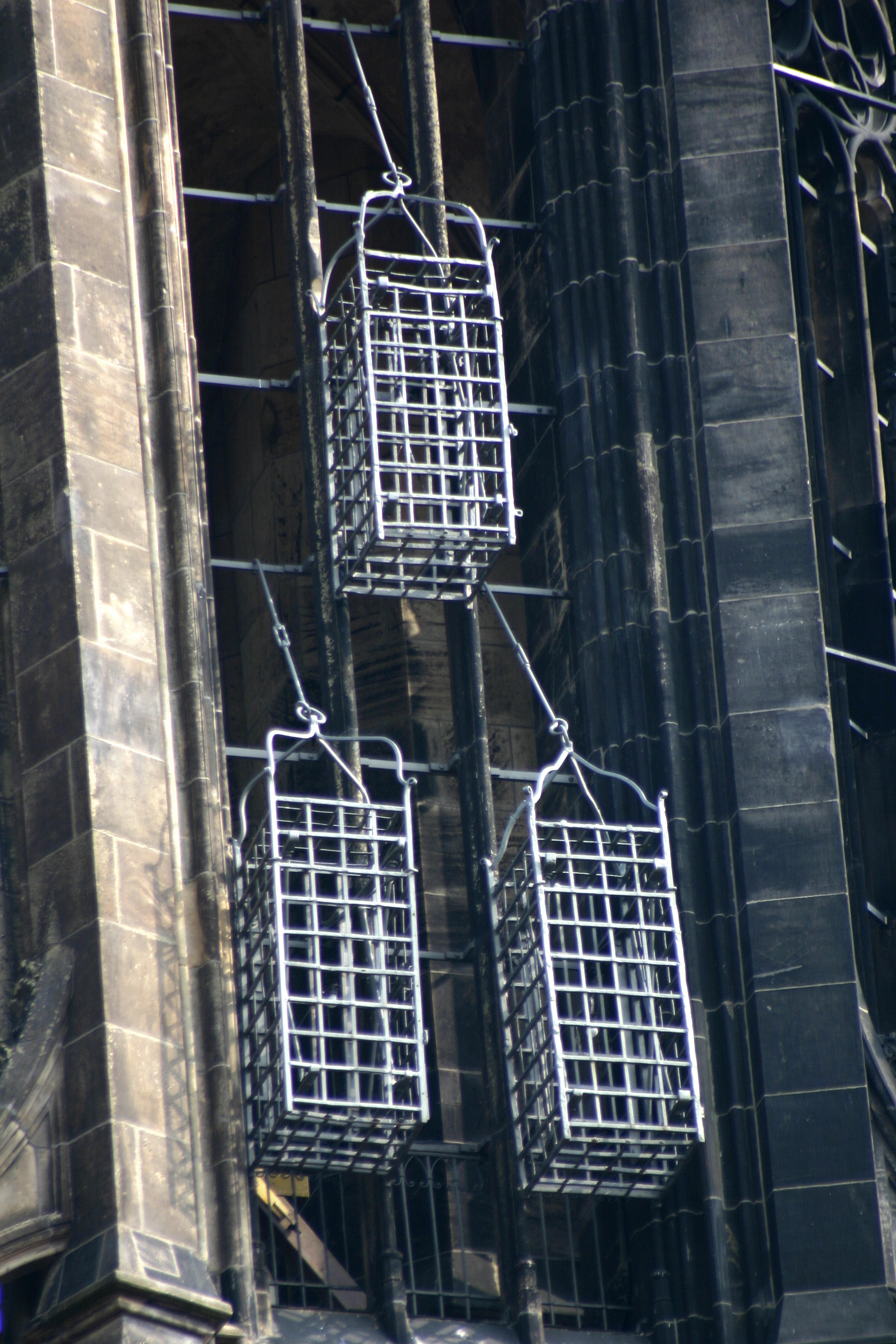
Die originalen Körbe am Turm der Kirche

Die drei verbliebenen Oberhäupter der Täufer – darunter der „Täuferkönig“ Jan van Leiden, den der bischöfliche Drost zu Wolbeck, Dirk von Merveldt selbst gefangen genommen hatte – wurden zunächst ein halbes Jahr lang im Stift herumgezeigt sowie mit und ohne Folter zu ihren Vergehen befragt. Am 6. Januar 1536 wurden sie entsprechend dem Wiedertäufermandat des Reichstages von 1529 und dem 1532 eingeführten Strafrecht, der Constitutio Criminalis Carolina, in Wolbeck zum Tode verurteilt und am 22. Januar zu Füßen der Lambertikirche auf dem Prinzipalmarkt zu Tode gefoltert: Jan van Leiden, Bernd Krechting und Bernd Knipperdolling wurden mit glühenden Zangen die Zungen ausgerissen, ihre Körper zerfetzt und nach vier Stunden erdolcht.
Ihre Leichen wurden in für den Gefangenentransport bestimmten eisernen Körben am Turm der Lambertikirche aufgehängt zur Schau gestellt, „daß sie allen unruhigen Geistern zur Warnung und zum Schrecken dienten, daß sie nicht etwas Ähnliches in Zukunft versuchten oder wagten“. Diese Täuferkörbe hängen bis heute an der Kirche. Nachdem der alte Kirchturm baufällig geworden war, wurden sie am 3. Dezember 1881 abgenommen und nach Fertigstellung des neuen Turmes am 22. September 1898 wieder an der Südseite angebracht. Die verwendeten Folterinstrumente befinden sich im Stadtmuseum Münster.

## Künstlerische Rezeption

### Theater
- Eli Marcus u. a.: Jan van Leyden, König der Wiedertäufer oder Libbetken Klutenkemper’s Brautfahrt oder Der münstersche Bettelstudent. Plattdeutsches Fastnachtsspiel. 1., 2. Auflage Osnabrück 1884; 3. Auflage Bielefeld 1889.
- Eli Marcus u. a.: Der große Prophet Jan van Leyden oder Siske! oder Holland in Nauth! Plattdt. Fastnachtsspiel. Münster 1893; Neuaufl.: Münster 1925.
- Friedrich Dürrenmatt: Es steht geschrieben, ein Drama; Uraufführung am 19. April 1947, Schauspielhaus Zürich.
- Friedrich Dürrenmatt: Die Wiedertäufer, eine Komödie in zwei Teilen; Uraufführung am 16. März 1967, Schauspielhaus Zürich.
- Dirk Spelsberg: Herz der Freiheit; Uraufführung zur Einweihung des Theaters im Pumpenhaus Münster 1985.
- Mirko Borscht u. a.: Kristus – Monster Of Münster; frei nach dem Roman Kristus von Robert Schneider; Uraufführung am 7. Januar 2011 am Niedersächsischen Staatstheater Hannover.[11]
- José Saramago u. a.: In nomine dei 1. Auflage Lissabon 1993.

### Oper und Musik
- Giacomo Meyerbeer: Le prophète (Oper), Uraufführung in Paris 1849, Text: Eugène Scribe, deutsche Erstaufführung in Hamburg unter dem Titel Der Prophet 1850.
- Divara – Wasser & Blut, Musik: Azio Corghi, Auftragskomposition zum 1200-jährigen Stadtjubiläum Münsters, Uraufführung am 31. Oktober 1993 in Münster
- Annette von Droste-Hülshoff: Die Wiedertäufer (etwa zwischen 1837 und 1839), nur musikalische Motive erhalten
- Anatoli Kusjakow: Sonate Nr. 6 „Stained Glasses and Cages of St. Paul’s Cathedral in Münster“ für Akkordeon solo op. 42, 2003 komponiert

### Filme
- Spielregel für einen Wiedertäuferfilm, (Italien/Deutschland 1976, Regie: Georg Brintrup). Der Film kontrastiert die historische Situation in der Stadt Münster zur Zeit des Täuferreiches mit der zeitgenössischen Situation [in Münster] in den 1970er Jahren (am Beispiel von vier mit dem Berufsverbot belegten Pädagoginnen)[12][13]
- König der letzten Tage: Die Geschichte der Wiedertäufer zu Münster, zweiteiliger Fernsehfilm, (Deutschland 1993), Regie: Tom Toelle
- Die Täufer von Münster – Eine Geschichte aus der Reformationszeit, [Deutschland 2017], Regie: Mark Lorei, hg. vom LWL-Medienzentrum für Westfalen auf der DVD "Erinnerungsorte in Münster. Die Täufer / Der Westfälische Frieden

### Hörspiel
- Norbert Johannimloh: Hörspiel Küenink un Duohlen un Wind (WDR 1964; RB, NDR, NECV Hilversum unter dem Titel Koning in een kooi) schildert, wie Jan van Leiden und seine Genossen in ihren Käfigen am Turm hängen; mit gebrochenen Gliedern aber noch am Leben und Pläne schmiedend, während die Dohlen auf ihre Mahlzeit lauern.[14]
- 2005 veröffentlichte der WDR zu Robert Schneiders Roman Kristus ein mehr als dreistündiges Hörspiel unter der Regie von Jörg Schlüter in der Hörspielbearbeitung von Christoph Busch. Jan wurde von Martin Bross gesprochen, Bernd Rothmann von Ernst-August Schepmann und Knipperdolling von Udo Schenk. Die CD-Ausgabe erschien im Audio-Verlag.
- Dan Carlin: Hardcore History 48: Prophets of Doom (2013)

## Wissenschaftliche Publikationen

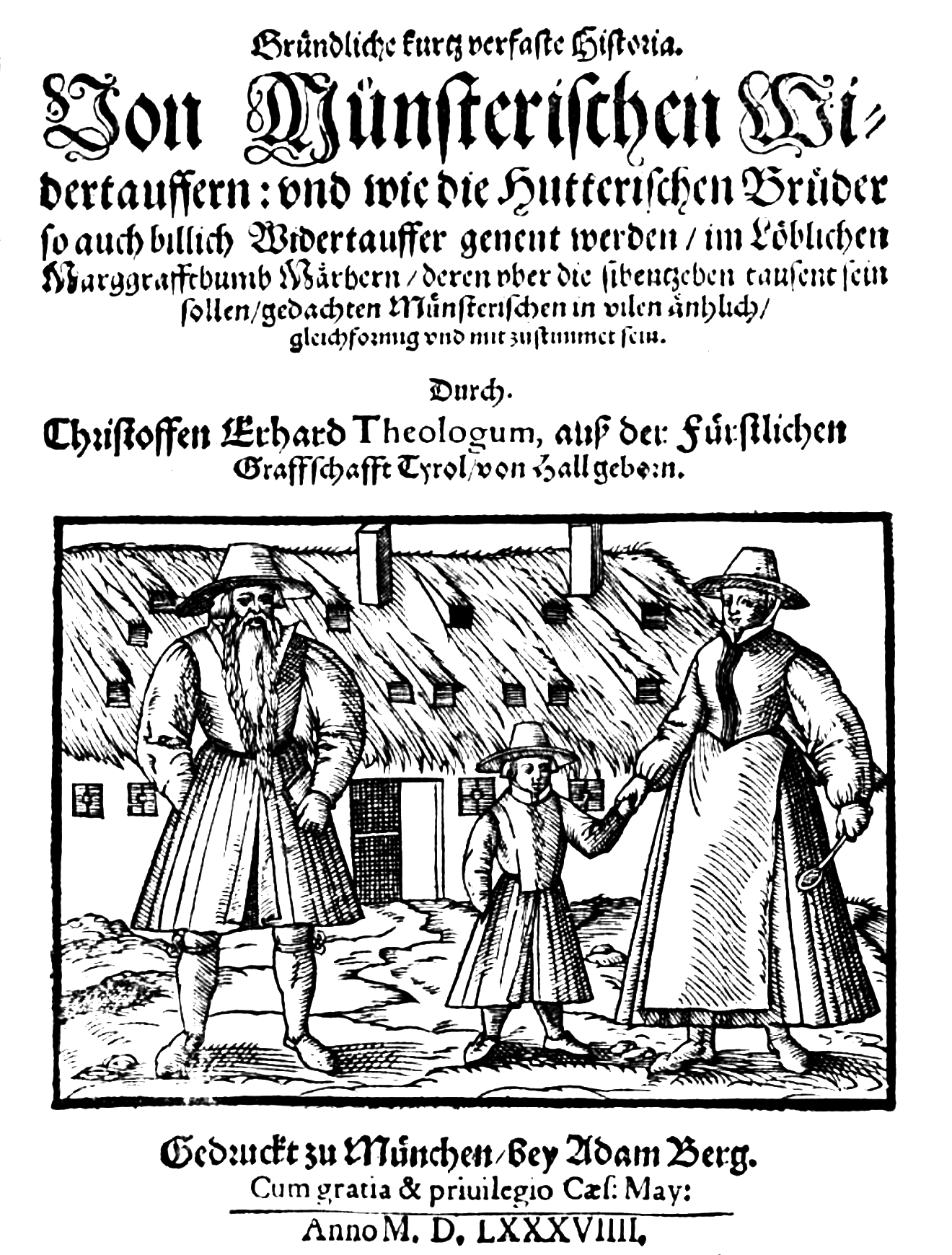
Christoph Erhard: Gründliche kurtz verfaste Historia von Münsterischen Widertauffern: und wie die Hutterischen Brüder so auch billich Widertauffer genent werden […], 1589